# تشارلز أرسكين سكوت وود
تشارلز أرسكين سكوت وود (بالإنجليزية: Charles Erskine Scott Wood)‏ هو كاتب وفنان ومحامي أمريكي، ولد في 20 فبراير 1852 في إيري في الولايات المتحدة، وتوفي في 22 يناير 1944 في لوس غاتوس في الولايات المتحدة.